# Columbus and Greenville Railway (1974)
Die 1974 gegründete Columbus and Greenville Railway (AAR-reporting mark CAGY) ist eine als local railroad eingestufte Bahngesellschaft im Norden des US-Bundesstaats Mississippi. Sie besitzt die rund 270 km lange, in West-Ost-Richtung verlaufende Bahnstrecke Columbus–Greenville von Columbus nach Greenville am Mississippi River, wovon etwa 100 km im Güterverkehr genutzt werden. Das Unternehmen ist seit 2008 Teil des Genesee-and-Wyoming-Konzerns.

## Geschichte
1923 verkaufte die Southern Railway ihre im Bundesstaat Mississippi gelegene, ursprünglich von der Georgia Pacific Railway errichtete Bahnstrecke zwischen der Staatsgrenze zu Alabama, Columbus und Greenville an die durch lokale Unternehmer gegründete Columbus and Greenville Railway (1923) (C&G). Der Personenverkehr endete 1949, doch im Güterverkehr wurden zu diesem Zeitpunkt rund eine Million Tonnen Güter befördert. Die C&G-Strecke wurde an neun Stellen durch grob in Nord-Süd-Richtung führende Bahnstrecken der Illinois Central Railroad (IC) oder der Gulf, Mobile and Ohio Railroad (GM&O) gekreuzt, während sie nur in Columbus Güterwagen mit weiteren Bahngesellschaften tauschen konnte. Als die IC und GM&O 1968 ihre Fusion ankündigten, befürchtete die C&G signifikante Frachteinbußen und warb daher um Aufnahme in das entstehende Gemeinschaftsunternehmen Illinois Central Gulf Railroad (ICG). Diese Bemühungen waren erfolgreich, so dass die C&G am 29. September 1972 für rund fünf Millionen Dollar durch die ICG erworben wurde.
Die ICG organisierte den Güterverkehr bald nach der Übernahme 1972 neu. Die auf gesamter Länge zwischen Columbus und Greenville angebotenen Züge wurden eingestellt; stattdessen wurden an der vormaligen C&G-Strecke be- oder entladenene Güterwagen zu den nächstgelegenen bisherigen IC- bzw. GM&O-Strecken geleitet. Langjährige Frachtkunden der C&G hatten diese jedoch häufig wegen ihrer Ost-West-Ausrichtung genutzt und beklagten nun verlängerte Transportzeiten. Die zuständige Regulierungsbehörde Mississippi Public Service Commission behandelte ab 1973 Beschwerden über „erheblich verschlechterte“ Transportleistungen. Zur selben Zeit begann die ICG, durch die Fusion duplizierte oder schwach genutzte Infrastruktur abzustossen.
1974 nahmen daher mehrere Unternehmer und Lokalpolitiker gemeinsam Verhandlungen mit der ICG über den Erwerb der früheren C&G auf und gründeten eine zunächst Columbus and Greenville Real Estate Inc. genannte Firma. Deren Eigentümer waren mehrheitlich der Delta Council und der durch Sam Wilhite geführte East Mississippi Council, an denen wiederum regionale Counties und Unternehmen beteiligt waren, aber auch Kleinaktionäre; insgesamt etwa 500 Anteilseigner. Das neue Unternehmen erwarb zum 2. August 1974 von der ICG die gesamte Bahnstrecke von der Grenze der Bundesstaaten Alabama und Mississippi bis Greenville sowie Betriebsmittel für 4,9 Millionen Dollar. Für den etwa zwölf Kilometer langen Abschnitt von der Staatsgrenze bis Columbus wurde die fortgesetzte Vermietung an die Southern Railway vereinbart, für die rund 270 km lange Strecke von Columbus nach Greenville hingegen die Übernahme des Betriebs durch den neuen Eigentümer. Nach Genehmigung durch die Interstate Commerce Commission am 4. Juli 1975 erfolgte dieser Betreiberwechsel auf die inzwischen in Columbus and Greenville Railway (CAGY) umbenannte Gesellschaft am 30. Oktober 1975, etwa 14 Monate nach der Kaufvereinbarung. Geschäftsführer (president) des Unternehmens war 1974 zunächst Sam Wilhite, der 1975 Aufsichtsratsvorsitzender wurde. Zum Geschäftsführer benannte die CAGY stattdessen Craig Burroughs, der den Aufbau des Unternehmens bereits zuvor als Berater unterstützt hatte. Im Gegensatz zur ICG war die CAGY nicht an Gewerkschaftsvereinbarungen gebunden und konnte so beispielsweise Züge mit zwei statt wie die ICG zu dieser Zeit mit fünf Mitarbeitern besetzen. Das erste Betriebsjahr schloss die CAGY mit einem Verlust von 0,4 Millionen Dollar ab, in den folgenden zwei Jahren wurde nahezu Kostendeckung erreicht.
Ab Ende der 1970er-Jahre wurde der Mittellauf des Tombigbee Rivers als Teil des Tennessee-Tombigbee Waterways kanalisiert. Um bei der Verbreiterung des Wasserlaufs nur eine Brücke neu errichten zu müssen, einigten sich CAGY und ICG darauf, der CAGY Trackage Rights auf ICG-Streckenabschnitten zwischen Columbus und West Point über Artesia zu erteilen. Im Süden von West Point wurde dazu eine neue Verbindung zwischen den Strecken beider Unternehmen errichtet. Die dauerhafte Unterbrechung der CAGY-Strecke war für den Sommer 1984 geplant, wurde jedoch vorgezogen, als die bestehende CAGY-Brücke über den Tombigbee am 2. Dezember 1983 von einem Schiff gerammt und beschädigt wurde.
Mitte der 1980er-Jahre trennte sich die ICG von weiteren Bahnstrecken im Nordwesten des Bundesstaats Mississippi. Die CAGY konnte so im Mai 1985 drei Abschnitte von der ICG erwerben, wofür sie eine Tochterfirma namens Delta Transportation Company gründete. Delta erwarb die Strecken, übergab sie zum Betrieb aber der CAGY. Die 79 km lange Nord-Süd-Verbindung von Cleveland über Leland nach Hollandale war einst Teil einer Hauptstrecke der Yazoo and Mississippi Valley Railroad (Y&MV) von Memphis nach Baton Rouge und kreuzte die CAGY-Strecke in Elizabeth bei Leland. Die je etwa 11,5 km langen Streckenabschnitte Leland–Metcalfe und Metcalfe–Greenville banden Greenville an das Netz der Y&MV bzw. später der IC und ICG an. Mit der Übernahme erhielt die CAGY zwischen Elizabeth und Greenville zwei parallele Strecken. Die eigene, direktere Verbindung wurde in den 1990er-Jahren zugunsten der Verbindung über Metcalfe aufgegeben; ebenso wurden im Jahr 1999 die Strecken nach Hollandale und Cleveland stillgelegt. Delta Transportation wurde 1995 mit der CAGY fusioniert.
Am 27. März 1987 wurde die CAGY Industries Inc. als Holding gegründet, die am 8. Juni 1987 den Geschäftsbetrieb auf- und 92,024 % des Aktienkapitals der CAGY übernahm. Die übrigen 7,076 % verblieben bei Kleinaktionären. Die Geschäftsführung der CAGY – president war inzwischen Roger D. Bell – übernahm zugleich die Leitung der CAGY Industries. In den folgenden Jahren gründete CAGY Industries mehrere Tochterfirmen: 1988 die Railway Management Inc für die Abrechnung von Mietgebühren von Güterwagen, 1989 die Bahngesellschaft Chattooga and Chickamauga Railway, 1995 die Redmont Railway und 1996 die Luxapalila Valley Railroad. Letztere übernahm von der Norfolk Southern Railway (NS) die Bahnstrecke zwischen der Bundesstaatsgrenze Mississippi/Alabama und Belk (Alabama) sowie den zuletzt an die NS vermieteten CAGY-Streckenabschnitt von der Staatsgrenze bis Columbus.
2001 stellte die CAGY den Bahnbetrieb auf dem 144 km langen Streckenabschnitt zwischen West Point und Greenwood ein, nachdem Überschwemmungen Oberbauschäden verursacht hatten. Nahezu alle CAGY-Frachtkunden befanden sich entweder in Greenwood und westlich davon oder in West Point und östlich davon, so dass die Zweiteilung des Netzes die Transportrouten veränderte, jedoch nur wenige aktive Kunden vom Bahntransport ausschloss. Eine Stilllegung des Streckenteils wurde jedoch nicht beantragt; eine Wiederinbetriebnahme nicht ausgeschlossen.
2002 hatte die CAGY 45 Mitarbeiter.
Im April 2008 gab Genesee and Wyoming bekannt, CAGY Industries mit seinen Tochtergesellschaften für 78,4 Millionen Dollar zu erwerben. Die Übernahme erfolgte zum 1. Juni 2008.

## Infrastruktur
Die CAGY besitzt eine grundsätzlich in West-Ost-Richtung verlaufende Strecke von der Grenze zwischen den Bundesstaaten Alabama und Mississippi östlich von Columbus bis Greenville am Mississippi River. Die zwölf Kilometer von der Staatsgrenze bis Columbus waren von Beginn an die Southern Railway vermietet und wurden von dieser betrieben. Seit 1996 ist die Luxapalila Valley Railroad Besitzer dieses Abschnitts.
Der ab 1975 von der CAGY selbst betriebene und unterhaltene Abschnitt von Columbus westwärts bis Greenville war ursprünglich rund 270 km (168 Meilen) lang. Mit dem Erwerb der ICG-Strecken zwischen Leland und Greenville 1985 begann die CAGY schrittweise diese Strecken anstelle ihres eigenen, direkteren Abschnitts zu nutzen, womit sich die Gesamtstreckenlänge um wenige Kilometer erhöhte. Neben den beiden Endpunkten sind West Point, Winona, Greenwood und Indianola die größten Orte an der Strecke.
Am östlichen Ende der CAGY-Strecke wurde der Abschnitt zwischen Columbus und West Point Ende 1983 unterbrochen, als beim Bau des Tennessee-Tombigbee Waterway keine neue Brücke errichtet wurde. Seither nutzen CAGY-Züge zwischen diesen Orten die Gleise der ICG, die 1988 an die MidSouth Rail Corporation und 1993 an die Kansas City Southern Railway (KCS) verkauft wurden.
Der mittlere Abschnitt zwischen West Point und Greenwood ist seit 2001 außer Betrieb, womit die CAGY-Infrastruktur seither aus zwei bzw. drei Teilen besteht: Gleisanlagen im Ortsgebiet von Columbus und Gleisanlagen im Ortsgebiet von West Point, die über Streckennutzungsrechte miteinander verknüpft sind, sowie der etwa 90 km langen Verbindung Greenwood–Greenville.

## Verkehr
Mitte der 1990er-Jahre beförderte die CAGY jährlich etwa 11.000 Güterwagen, die hauptsächlich Papierholz, Stahl und Getreide sowie andere landwirtschaftliche Produkte beförderten. Papierholz hatte auf der ursprünglichen C&G keine große Rolle gespielt, gewann aber mit dem Ausbau der Papierindustrie in Mississippi – unter anderem in den nahe Columbus gelegenen, über die Golden Triangle Railroad erreichten Weyerhaeuser-Fabriken – ab Anfang der 1980er-Jahre an Bedeutung zu.
Die auf Strecken der ICG bzw. KCS zwischen Columbus und West Point gewährten Trackage Rights erlauben der CAGY auch die Bedienung von Anschlussgleisen an diesen Strecken. Kurz vor der Übernahme der CAGY durch Genesee and Wyoming im Jahr 2008 nahm die Bahngesellschaft so die Belieferung des Severstal-Stahlwerks (seit 2014: Steel Dynamics) bei Artesia auf, das seither zu den größten Kunden der CAGY zählt.
Mit Stand Dezember 2019 befördert die CAGY überwiegend landwirtschaftliche Produkte, Chemikalien, Plastik, Metall und Abfälle. Der Wagentausch mit anderen Bahngesellschaften erfolgt für den westlichen Abschnitt Greenville–Greenwood mit der Canadian National Railway in Greenwood. Die Strecke der Great River Railroad schließt in Metcalfe an die CAGY-Strecke an und ist nur über diese mit dem restlichen amerikanischen Bahnnetz verbunden. Im östlichen Betriebsteil tauscht die CAGY Wagen mit der KCS in Artesia sowie mit der BNSF Railway, Norfolk Southern, Golden Triangle Railroad und den ebenfalls zum Genesee and Wyoming-Konzern zählenden Bahngesellschaften Alabama and Gulf Coast Railway und Luxapalilla Valley Railroad in Columbus.

## Fahrzeuge
Zusammen mit der Strecke übernahm die CAGY von der ICG 1975 auch diverse Betriebsmittel, darunter eine Reihe ursprünglich durch die C&G beschaffter Diesellokomotiven. So gelangten die fünf 1946 und 1947 von der Baldwin Locomotive Works für die C&G gebauten DRS-6-4-1500 (eine davon seit 1961 als Ersatzteilspender abgestellt), die 1951 für die C&G gefertigte Baldwin AS-416 und sieben 1971 bzw. 1972 von der C&G erworbene EMD SW1 zur CAGY. Lediglich die jüngsten und leistungsstärksten Fahrzeuge im C&G-Fuhrpark, zwei 1965 gebaute EMD SD28, verblieben bei der ICG. Stattdessen beschaffte die CAGY fünf weitere EMD SW1.
Die fünf betriebsfähigen Baldwin-Lokomotiven erreichten Mitte der 1970er-Jahre im Streckendienst jedoch nicht mehr die gewünschte Zuverlässigkeit. Zugleich konnte mit staatlich unterstützten Modernisierungsmaßnahmen die maximal zugelassene Achslast auf der C&G-Infrastruktur schrittweise erhöht werden, womit der Einsatz schwerer Lokomotiven möglich wurde. Über einen Zwischenhändler erwarb die CAGY daher 1978 sechs 1952 für die Florida East Coast Railway (FEC) gebaute EMD GP7. In den frühen 1980er-Jahren wurden diese durch sechs von der Southern Railway übernommene EMD GP9 ergänzt. Als 1983 auch auf dem Abschnitt Indianola–Greenville die Achslastbeschränkungen aufgehoben werden konnten, wurden die Baldwin-Lokomotiven mit Ausnahme einer noch bis Mitte der 1980er-Jahre im Rangierdienst genutzten Maschine abgestellt. Auch die EMD SW1 wurden in den 1980er-Jahren schrittweise verkauft.
Mitte der 1980er-Jahre erwarb die CAGY über National Railway Equipment zehn Lokomotiven des Typs CF7. Diese waren in den 1970er-Jahren durch die Santa Fe aus F-Units neu aufgebaut worden. Die CF7 lösten die meisten älteren GP7 und GP9 ab. Sie wurden ihrerseits teilweise abgelöst, als die CAGY 1993 von der CNW vier modernisierte GP7, 1996 zwei EMD GP38 der Norfolk Southern und Anfang des 21. Jahrhunderts von der inzwischen wieder als Illinois Central bezeichneten vormaligen ICG fünf EMD GP11 erwarb.
Nach dem Erwerb durch Genesee and Wyoming gelangten mehrere weitere GP38 und EMD SD40-2 zur CAGY, die seither zusammen mit den bereits vorhandenen GP38 einen Großteil der Züge führen.
Zur Wartung der Fahrzeuge steht der CAGY in Columbus das 1908 von der Southern Railway in Mississippi in Betrieb genommene Bahnbetriebswerk mit Ringschuppen zur Verfügung. Seit der Integration in den Genesee and Wyoming-Konzern werden größere Insatzsetzungsarbeiten aber an anderen Standorten oder durch externe Dienstleister vorgenommen.

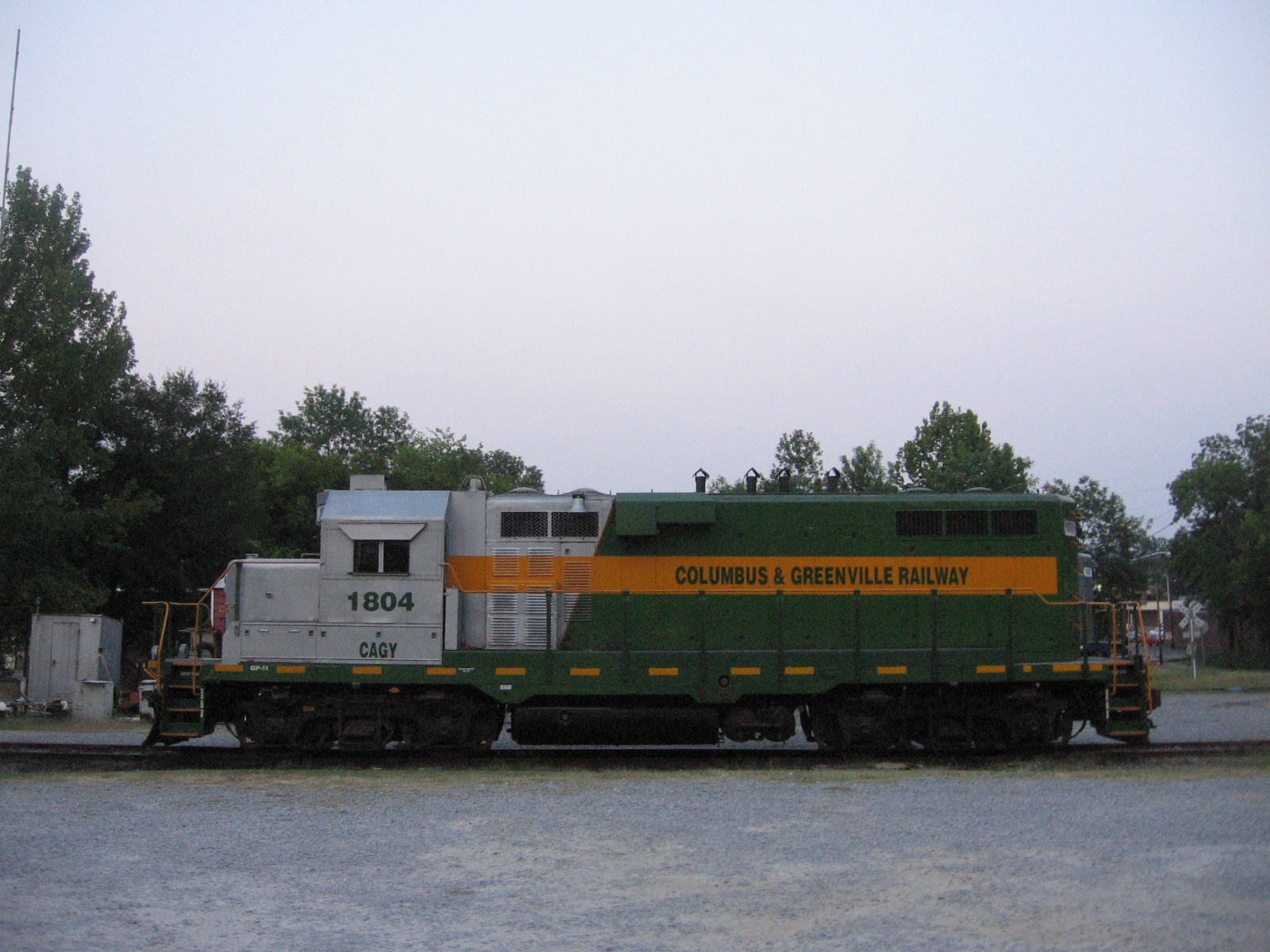
CAGY #1804, eine EMD GP11 (2007)
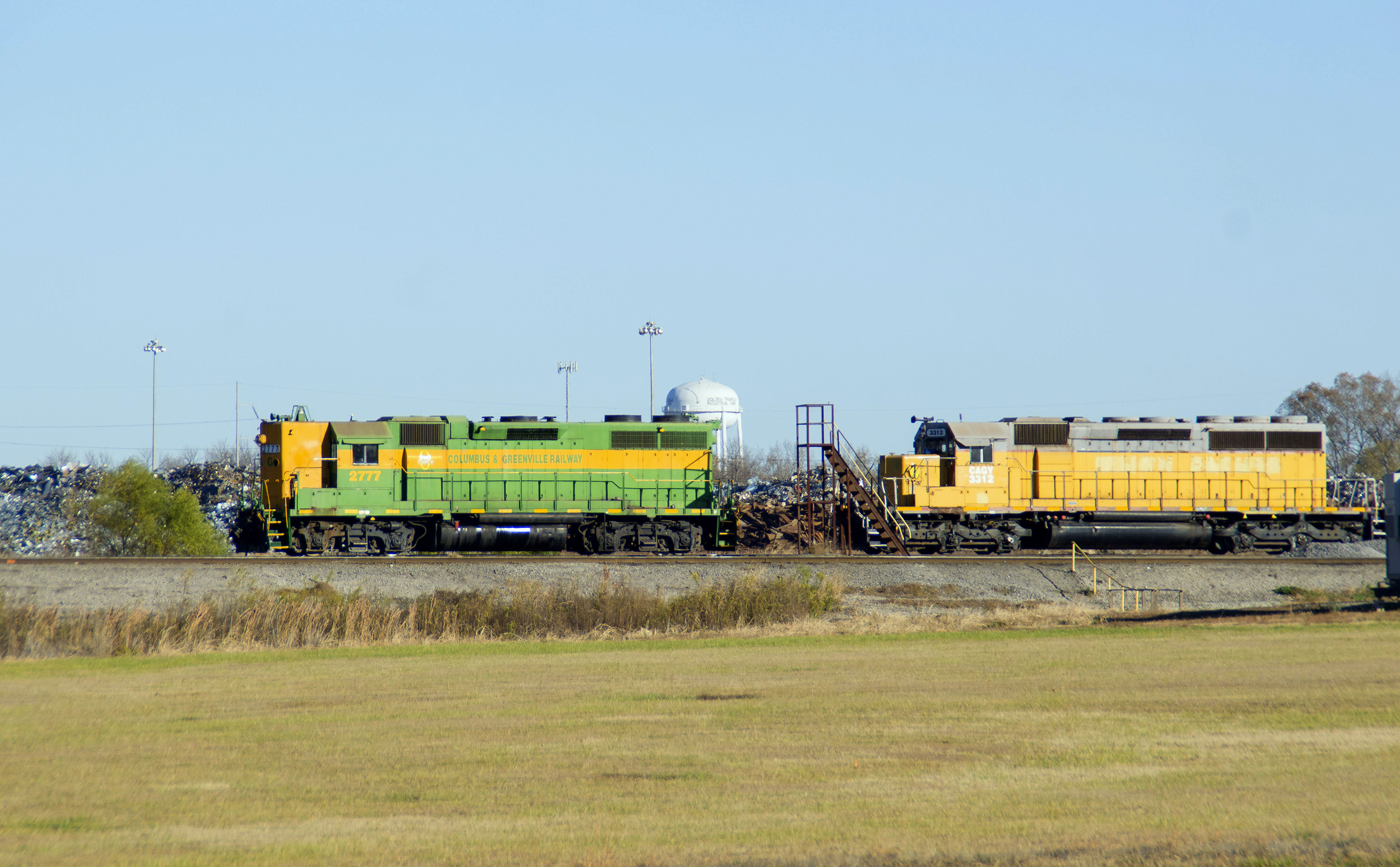
CAGY #2777 und #3312 (2016)
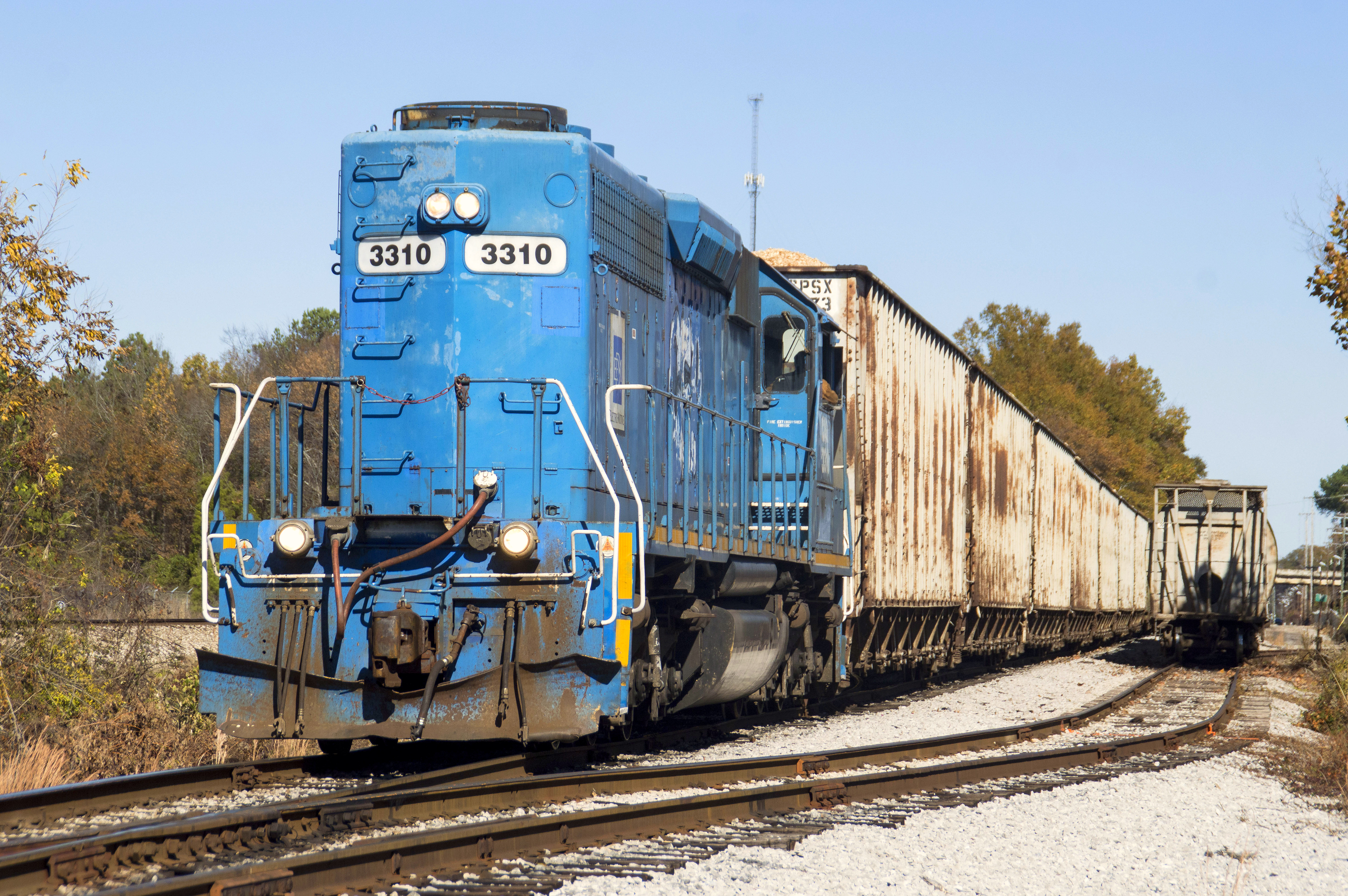
CAGY 3310, eine EMD SD40-2 (2016)
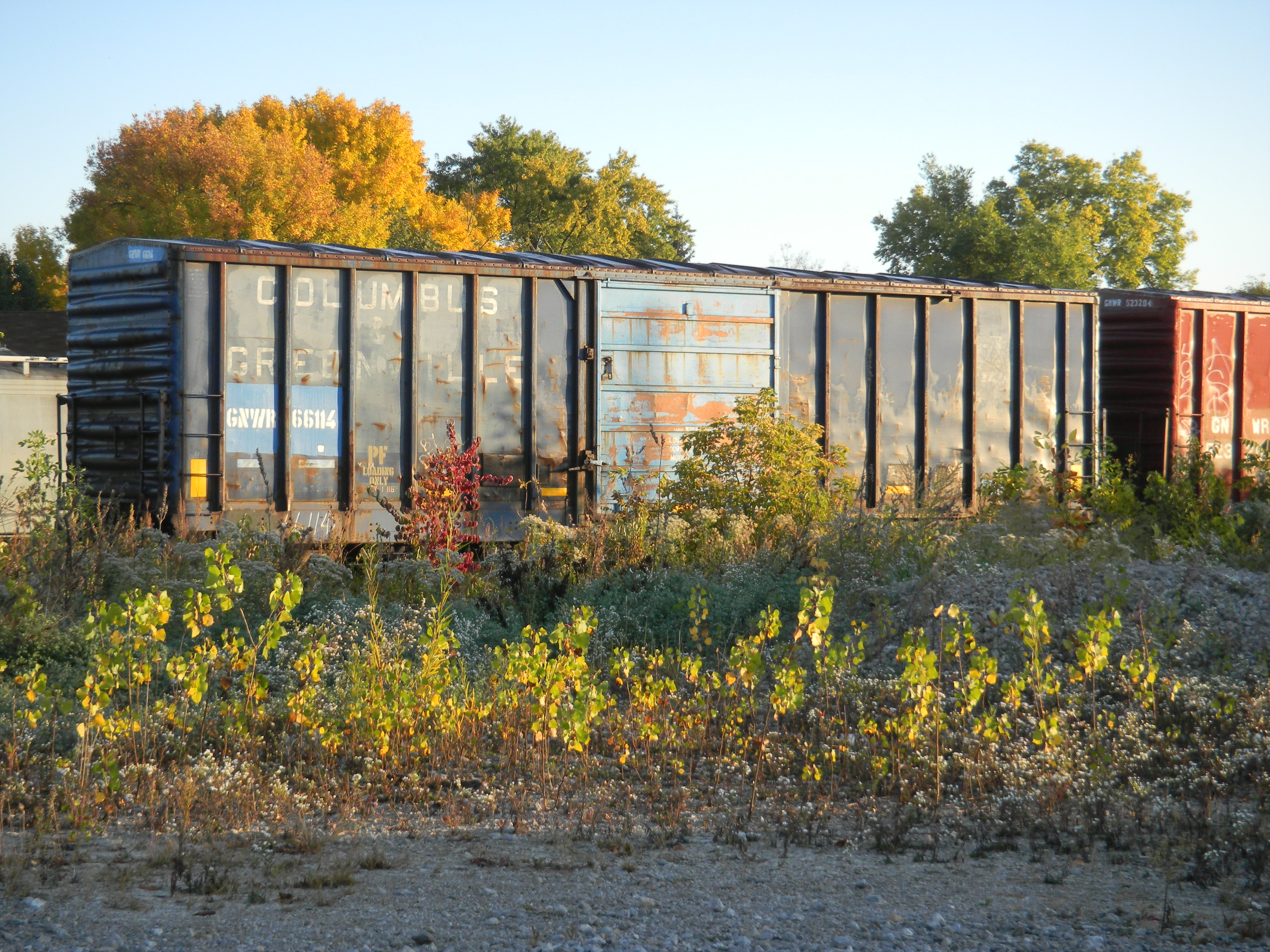
CAGY-„Boxcar“-Güterwagen (2011)